# Alexis Jordan
Claude Thomas Alexis Jordan  (Lyon 29 de outubro de 1814 — Lyon, 7 de fevereiro de 1897) foi um botânico francês.

## Biografia
Em 1845,  integrou a  Sociedade Linneana de Lyon e iniciou seus estudos em entomologia, em companhia de  Antoine Casimir Marguerite Eugène Foudras (1783-1859).  Foi colega de mutos fundadores da Sociedade Linneana, em especial  de  Clémence Lortet (1772-1835), Jean Juste Noël Antoine Aunier (1781?-1859), Jean-Baptiste Balbis (1765-1831), Georges Roffavier (1775-1866), Nicolas Charles Seringe (1776-1858) e  Marc Antoine Timeroy (1793-1856). Este último, estudando  minusiosamente espécimes da região de  Lyon, descobre novas espécies que indica para a confirmação de Jordan. Estas  novas espécies   interessam ao jovem Jordam,  que anota com cuidado as características  de cada espécie e compara com os indivíduos de  outras espécies.  Deste modo, reconhece numerosas novas espécies, que antes eram consideradas como simples variedades.
Este novo método  analítico originou a  chamada  "Escola jordaniana" que levou  seus adeptos a descrever  as espécies segundo diferenças de características cada vez mais tênues, até verificando experimentalmente que não se hibridizavam entre elas. Deste modo, Alexis Jordan reconheceu, com seu colaborador  Pierre Jules Fourreau (1844-1871), aproximadamente 200 espécies de 'Erophilas; que suscitou  as críticas mais severas. O seu método foi largamente reprisado pelo  malacologista Arnould Locard (1841-1904) para os moluscos continentais que, da mesma maneira,  produziram  reações  desfavoráveis.  As 1685 espécies biológicas de Alexis Jordan foram cognominadas de "jordanias" por Georges Coutagne (1854-1928) e  "jordanianas"  por Johannes Paulus Lotsy (1867-1931).

## Herbário
Seu herbário foi considerado um dos maiores da Europa na  sua época. Durante 40 anos, de  1836 a  1877,  ele percorreu a França ( principalmente os Alpes e a Provença  )  recolhendo espécimes, e recebeu  "exsiccatas"  ( espécimes secos ) de aproximadamente 200 botânicos ,  entre os quais figuravam  Eugène Bourgeau (1813-1877) (de 1845 a  1875), Elisée Reverchon (de 1866 a 1897), Benedict Balansa (1825-1892) (de 1852 a 1867) e Theodor Heinrich Hermann von Heldreich (1822-1902) (de 1848 a 1892). Além das suas coleções de plantas secas, reuniu uma vasta coleção de plantas vivas que foram cultivadas num jardim experimental sob a responsabilidade do seu fiel colaborador, chefe de culturas, Joseph Victor Viviand-Morel (1843-1915),  redator e chefe da  "Lyon horticole". Alexis Jordan cultivou com a ajuda do seu chefe de cultura milhares de espécies vegetais durante 50 anos, com a finalidade de demonstrar, de maneira experimental,  que  espécies cultivadas próximas não hibridavam  entre si  porque pertenciam a espécies diferentes.

## Espécies dedicadas à  Alexis Jordan
- Thalictrum jordani Fr.Schultz,  1847
- Centaurea jordaniana Gr.God., 1849
- Viola jordani Hanry, 1853
- Rosa jordani Désègl.
- Asperula jordani Per. & Song.

## Obras
- 1845-1849.  Observações sobre as várias plantas novas, raras ou críticas da França. Annales de la Société linnéenne de Lyon, 1ª e 2ª série. Lyon.
- 1850-1855.  Anotações  sobre diversas espécies e sobre várias plantas novas. Archives de la Flore de France et d'Allemagne, 1850 : 159-165 ; 1851, p. 191 ; 1854 : 304-325 ; 1855 : 340-348.
- 1855-1861. Anotações  sobre várias  plantas novas e outras. Annotations de la Flore de France et d'Allemagne, 1855 : 12-33 ; 1856 : 43-50 ; 1858 : 123-124, 128-131 ; 1859 : 171-175 ; 1861 : 227-232.
- 1866-1868. Breviarium plantarum novarum sive specierum in horto plerumque cultura recognitarum descriptio contracta ulterius amplianda. Paris, F. Savy, 137 p. [ em colaboração com  Jules Fourreau].
- 1866-1903. Icones ad Floram Europae novo fundamento instaurandam spectantes. Paris, F. Savy, 3 vol., 501 pl. [em colaboração com  Jules Fourreau].
- 1852. Pugillus plantarum novarum, praesertim gallicarum. Académie de Lyon, Paris, 148 p.
- 1852. Origem de várias espécies ou variedades de árvores frutíferas. Académie de Lyon, Paris, 97 p.
- 1858. Descrição de algumas tulipas novas. Annales de la Société linnéenne de Lyon, 2ª série, 5 : 9-14. Lyon.
- 1860 e 1864. Annales de la Société linnéenne de Lyon, 355 p.
- 1873. Annales de la Société linnéenne de Lyon, 2ª série, 20 : 195-213. Lyon.